# Kazushi Sakuraba
Kazushi Sakuraba (桜庭和志, Sakuraba Kazushi), né le 14 juillet 1969 dans la préfecture d'Akita au Japon, est un pratiquant d'arts martiaux mixtes et un catcheur japonais. Il est lutteur à l'université Chūō avant de devenir catcheur à l'Union of Wrestling Forces International (en).
En 1996, il devient combattant d'arts martiaux mixtes et remporte le tournoi d'UFC 15.5 - Ultimate Japan le 21 décembre 1997 puis travaille pour la Pride Fighting Championship (Pride FC) l'année suivante. Il y devient célèbre en battant Royce Gracie le 1er mai 2000 après six rounds de 15 minutes. Il quitte la Pride FC en 2005 et rejoint Heroes, la division arts martiaux mixtes de la K-1 puis DREAM (en) avant d'arrêter sa carrière en 2015.

## Biographie
Kazushi Sakuraba est un fan de catch et fait de la lutte au lycée. Il continue à faire de la lutte à l'université Chūō et se classe 4e du championnat du Japon de lutte dans la catégorie des moins de 152 lb (69 kg),. Il devient catcheur en 1993 et lutte alors à l'Union of Wrestling Forces International (en) (UWFi). En 1996, il se lance dans les arts martiaux mixtes en 1996 après la fermeture de l'UWFi et remporte le tournoi UFC 15.5 - Ultimate Japan 1 le 21 décembre 1997 après sa victoire face à Marcus Silveira. Il rejoint la Pride Fighting Championship et devient l'un des plus célèbres combattant de cette fédération.

## Carrière de catcheur

### Union of Wrestling Forces InternationalpuisKingdom Pro Wrestling(1993-1998)
Kazushi Sakuraba s'entraîne pour devenir catcheur au dojo de l'Union of Wrestling Forces International (en) (UWFi), une fédération de shoot wrestling qui est un style beaucoup plus réaliste, auprès de Nobuhiko Takada,. Il y apprend surtout les prises de soumission et comment donner des coups de poing et des coups de pied. Il y reste jusqu'en 1996 où cette fédération ferme ses portes.
Il rejoint la Kingdom Pro Wrestling, une fédération de catch créé par des anciens de l'UWFi. Le 20 septembre 1997, il remporte un tournoi en éliminant Shunsuke Matsui (en) au premier tour puis Hiromitsu Kanehara (en) en demi finale et enfin Kenichi Yamamoto (en) en finale.

### New Japan Pro Wrestling(2012-2016)
Kazushi Sakuraba signe un contrat avec la New Japan Pro Wrestling à la mi août 2012. Il y débute le 23 septembre lors de 40th Anniversary Destruction 2012 où il fait équipe avec Katsuyori Shibata et ensemble ils battent rapidement Hiromu Takahashi et Wataru Inoue.

## Carrière de pratiquant d'arts martiaux mixtes

### Débuts (1996-1997)
Au cours de son entraînement de catcheur à l'Union of Wrestling Forces International (en), Kazushi Sakuraba rencontre le catcheur Billy Robinson (en) qui enseigne le catch wrestling. Il apprend aussi le jiu-jitsu brésilien auprès d'Enson Inoue. Le 14 juillet 1996, il perd son premier combat d'arts martiaux mixtes face à Kimo Leopoldo.
Le 21 décembre 1997, l'Ultimate Fighting Championship organise UFC 15.5 - Ultimate Japan à Yokohama où un tournoi a lieu. Sakuraba affronte Marcus Silveira en demi finale et ce combat se termine par un no contest car l'arbitre pense que Sakuraba est K.O. après un coup de pied de Silveira ce qui n'est pas le cas. Dans le même temps, Tank Abott ne peut pas lutter en finale de ce tournoi car il s'est cassé la main au cours de son combat face à Yoji Anjo. L'UFC décide que Sakuraba et Silveira vont s'affronter une seconde fois en finale de ce tournoi. Sakuraba remporte ce tournoi en soumettant son adversaire avec une clé de bras.

### Pride Fighting Championship(1998-2005)
Après sa victoire face à Marcus Silveira, la Pride Fighting Championship engage Kazushi Sakuraba. Il débute dans cette fédération le 15 mars 1998 où il soumet l'américain Vernon White avec une clé de bras.

## Palmarès en arts martiaux mixtes
| 46 combats     | 26 victoires | 17 défaites |
| Par KO         | 4            | 10          |
| Par soumission | 19           | 3           |
| Sur décision   | 3            | 4           |
| Égalités       | 1            | 1           |
| Sans décision  | 2            | 2           |

| Résultat      | Record      | Adversaire               | Méthode                                     | Événement                             | Date              | Round | Temps | Lieu                                              | Notes |
| ------------- | ----------- | ------------------------ | ------------------------------------------- | ------------------------------------- | ----------------- | ----- | ----- | ------------------------------------------------- | --- |
| Défaite       | 26–17–1 (2) | Shinya Aoki              | TKO (arrêt du coin)                         | Rizin FF: Saraba no Utake             | 29 décembre 2015  | 1     | 5:56  | Saitama, Saitama, Japon                           | |
| Défaite       | 26–16–1 (2) | Yan Cabral               | Soumission (étranglement en triangle)       | Dream: Dream 17                       | 24 septembre 2011 | 2     | 2:42  | Saitama, Saitama, Japon                           | |
| Défaite       | 26–15–1 (2) | Marius Zaromskis         | TKO (arrêt du docteur)                      | K-1: Dynamite!! Power of Courage 2010 | 31 décembre 2010  | 1     | 2:16  | Saitama, Saitama, Japon                           | Pour le titre Dream des poids welters |
| Défaite       | 26–14–1 (2) | Jason Miller             | Soumission (étranglement en triangle)       | Dream: Dream 16                       | 25 septembre 2010 | 1     | 2:09  | Nagoya, Aichi, Japon                              | |
| Défaite       | 26–13–1 (2) | Ralek Gracie             | Décision unanime                            | Dream: Dream 14                       | 29 mai 2010       | 3     | 5:00  | Saitama, Saitama, Japon                           | |
| Victoire      | 26–12–1 (2) | Zelg Galešić             | Soumission (clé de genou)                   | Dream 12: Cage of the Rising Sun      | 25 octobre 2009   | 1     | 1:40  | Osaka, Osaka, Japon                               | |
| Victoire      | 25–12–1 (2) | Rubin Williams           | Soumission (clé de bras Kimura)             | Dream: Dream 11                       | 6 octobre 2009    | 1     | 2:53  | Yokohama, Kanagawa, Japon                         | Phase finale des poids plumes du Grand Prix Dream 2009 |
| Défaite       | 24–12–1 (2) | Kiyoshi Tamura           | Décision unanime                            | K-1: Dynamite!! Power of Courage 2008 | 31 décembre 2008  | 2     | 5:00  | Saitama, Saitama, Japon                           | |
| Défaite       | 24–11–1 (2) | Melvin Manhoef           | KO (coups de poing)                         | Dream: Dream 4                        | 15 juin 2008      | 1     | 1:30  | Yokohama, Kanagawa, Japon                         | Deuxième tour des poids moyens du Grand Prix Dream 2004 |
| Victoire      | 24–10–1 (2) | Andrews Nakahara         | Soumission (clé de cou)                     | Dream: Dream 2                        | 29 avril 2008     | 1     | 8:20  | Saitama, Saitama, Japon                           | Premier tour des poids moyens du Grand Prix Dream 2004 |
| Victoire      | 23–10–1 (2) | Masakatsu Funaki         | Soumission (clé de bras Kimura)             | K-1: Premium 2007 Dynamite!!          | 31 décembre 2007  | 1     | 6:25  | Osaka, Osaka, Japon                               | |
| Victoire      | 22–10–1 (2) | Katsuyori Shibata        | Soumission (clé de bras)                    | K-1 10: Heroes GP Finals              | 17 septembre 2007 | 1     | 6:20  | Yokohama, Kanagawa, Japon                         | |
| Défaite       | 21-10-1 (2) | Royce Gracie             | Décision unanime                            | K-1: Dynamite!! USA                   | 2 juin 2007       | 3     | 5:00  | Los Angeles, Californie, États-Unis               | Royce Gracie est contrôlé positif à la nandrolone après le combat, mais le résultat reste inchangé.                                                                         |
| Victoire      | 21–9–1 (2)  | Yurij Kiselov            | Soumission (clé de bras en triangle)        | K1: Hero's 8                          | 12 mars 2007      | 1     | 1:26  | Nagoya, Aichi, Japon                              | |
| Sans décision | 20–9–1 (2)  | Yoshihiro Akiyama        | Sans décision                               | K-1: Premium 2006 Dynamite!!          | 31 décembre 2006  | 1     | 5:37  | Osaka, Osaka, Japon                               | Akiyama avait enduit son corps de crème afin de le rendre glissant, ce qui est formellement interdit par les règles du K-1. Akiyama fut disqualifié et ses gains restitués. |
| Victoire      | 20–9–1 (1)  | Kestutis Smirnovas       | Soumission (clé de bras)                    | K1: Hero's 6                          | 5 août 2006       | 1     | 6:41  | Tokyo, Japon                                      | Quart de finale des poids lourds du Grand Prix Hero's 2006 Kazushi Sakuraba abandonne le tournoi pour des raisons médicales.                                                |
| Victoire      | 19–9–1 (1)  | Ikuhisa Minowa           | Soumission technique (clé de bras kimura)   | Pride FC: Shockwave 2005              | 31 décembre 2005  | 1     | 9:59  | Saitama, Saitama, Japon                           | |
| Victoire      | 18–9–1 (1)  | Ken Shamrock             | TKO (coups de poing)                        | Pride 30: Fully Loaded                | 23 octobre 2005   | 1     | 2:27  | Saitama, Saitama, Japon                           | |
| Défaite       | 17–9–1 (1)  | Ricardo Arona            | TKO (arrêt du coin)                         | Pride FC: Critical Countdown 2005     | 26 juin 2005      | 5     | 5:00  | Saitama, Saitama, Japon                           | Quart de finale des poids moyens du Grand Prix Pride 2005 |
| Victoire      | 17–8–1 (1)  | Yoon Dong-Sik            | KO (coups de poing)                         | Pride FC: Total Elimination 2005      | 23 avril 2005     | 1     | 0:38  | Osaka, Osaka, Japon                               | Tour préliminaire des poids moyens du Grand Prix Pride 2005 |
| Victoire      | 16–8–1 (1)  | Antonio Schembri         | Décision unanime                            | Pride FC: Critical Countdown 2004     | 20 juin 2004      | 3     | 5:00  | Saitama, Saitama, Japon                           | |
| Défaite       | 15–8–1 (1)  | Antonio Rogerio Nogueira | Décision unanime                            | Pride FC: Shockwave 2003              | 31 décembre 2003  | 3     | 5:00  | Saitama, Saitama, Japon                           | |
| Victoire      | 15–7–1 (1)  | Kevin Randleman          | Soumission (clé de bras)                    | Pride FC: Final Conflict 2003         | 9 novembre 2003   | 3     | 2:36  | Tokyo, Japon                                      | |
| Défaite       | 14–7–1 (1)  | Wanderlei Silva          | KO (coups de poing)                         | Pride FC: Total Elimination 2003      | 10 août 2003      | 1     | 5:01  | Saitama, Saitama, Japon                           | Tour préliminaire des poids moyens du Grand Prix Pride 2003 |
| Défaite       | 14–6–1 (1)  | Antonio Schembri         | TKO (coups de genou)                        | Pride 25: Body Blow                   | 16 mars 2003      | 1     | 6:15  | Yokohama, Kanagawa, Japon                         | |
| Victoire      | 14–5–1 (1)  | Gilles Arsene            | Soumission (clé de bras)                    | Pride 23: Championship Chaos 2        | 24 novembre 2002  | 3     | 2:08  | Tokyo, Japon                                      | |
| Défaite       | 13–5–1 (1)  | Mirko Filipović          | TKO (arrêt du médecin)                      | Pride FC: Shockwave                   | 28 août 2002      | 2     | 5:00  | Tokyo, Japon                                      | Kazushi Sakuraba subit une fracture de l'os orbital lors de ce combat |
| Défaite       | 13–4–1 (1)  | Wanderlei Silva          | TKO (arrêt du médecin)                      | Pride 17: Championship Chaos          | 3 novembre 2001   | 1     | 10:00 | Tokyo, Japon                                      | Pour le titre des poids moyens du Pride |
| Victoire      | 13–3–1 (1)  | Quinton Jackson          | Soumission (étranglement arrière)           | Pride 15: Raging Rumble               | 29 juillet 2001   | 1     | 5:41  | Saitama, Saitama, Japon                           | |
| Défaite       | 12–3–1 (1)  | Wanderlei Silva          | TKO (coups de genou et soccer kicks)        | Pride 13: Collision Course            | 25 mars 2001      | 1     | 1:38  | Saitama, Saitama, Japon                           | |
| Victoire      | 12–3–1 (1)  | Ryan Gracie              | Décision unanime                            | Pride 12: Cold Fury                   | 23 décembre 2000  | 1     | 10:00 | Saitama, Saitama, Japon                           | |
| Victoire      | 11–2–1 (1)  | Shannon Ritch            | Soumission (clé de cheville (Achille lock)) | Pride 11: Battle of the Rising Sun    | 31 octobre 2000   | 1     | 1:08  | Osaka, Osaka, Japon                               | |
| Victoire      | 10–2–1 (1)  | Renzo Gracie             | Soumission technique (clé de bras kimura)   | Pride 10: Return of the Warriors      | 27 août 2000      | 2     | 9:43  | Tokorozawa, Saitama, Japon                        | |
| Défaite       | 9–2–1 (1)   | Igor Vovchanchyn         | TKO (arrêt du coin)                         | Pride: Grand Prix 2000 Finals         | 1er mai 2000      | 1     | 15:00 | Tokyo, Japon                                      | Demi finale |
| Victoire      | 9–1–1 (1)   | Royce Gracie             | TKO (arrêt du coin)                         | Pride: Grand Prix 2000 Finals         | 1er mai 2000      | 6     | 15:00 | Tokyo, Japon                                      | Quart de finale. Les règles furent modifiées exceptionnellement pour accorder un nombre de rounds illimité et aucun arrêt de l'arbitre. Combat de l'année 2000.             |
| Victoire      | 8-1-1 (1)   | Guy Mezger               | TKO (abandon)                               | Pride Grand Prix 2000 Opening Round   | 30 janvier 2000   | 1     | 15:00 | Au premier tour du tournoi Pride Grand Prix 2000. | |
| Victoire      | 7-1-1 (1)   | Royler Gracie            | Soumission technique (kimura)               | Pride 8                               | 21 novembre 1999  | 2     | 13:16 |                                                   | |
| Victoire      | 6-1-1 (1)   | Anthony Macias           | Soumission (clé de bras)                    | Pride 7                               | 9 décembre 1999   | 2     | 2:30  |                                                   | |
| Victoire      | 5-1-1 (1)   | Ebenezer Fontes Braga    | Soumission (clé de bras)                    | Pride 6                               | 4 juillet 1999    | 1     | 9:23  |                                                   | |
| Victoire      | 4-1-1       | Vitor Belfort            | Decision unanime                            | Pride 5                               | 29 avril 1999     | 2     | 10:00 |                                                   | |
| Égalité       | 3-1-1 (1)   | Allan Góes               | Limite de temps                             | Pride 4                               | 11 octobre 1998   | 3     | 10:00 |                                                   | |
| Victoire      | 3-1 (1)     | Carlos Newton            | Soumission (clé de genou)                   | Pride 3                               | 24 juin 1998      | 2     | 5:19  |                                                   | |
| Victoire      | 2-1 (1)     | Vernon White             | Soumission (clé de bras)                    | Pride 2                               | 15 mars 1998      | 3     | 6:53  |                                                   | |
| Victoire      | 1-1 (1)     | Marcus Silveira          | Soumission (clé de bras)                    | UFC Japan                             | 21 décembre 1997  | 1     | 3:44  |                                                   | Remporte l'Ultimate Japan Heavyweight Tournament. |
| Sans décision | 0-1 (1)     | Marcus Silveira          | Sans décision (arrêt prématuré)             | UFC Japan                             | 21 décembre 1997  | 1     | 1:51  |                                                   | |
| Défaite       | 0-1         | Kimo Leopoldo            | Soumission (étranglement bras-tête)         | Shoot Boxing S Cup 1996               | 14 juillet 1996   | 1     | 4:20  |                                                   | |